# Langona vitiosa
Langona vitiosa là một loài nhện trong họ Salticidae.
Loài này thuộc chi Langona. Langona vitiosa được Wanda Wesołowska miêu tả năm 2006.